# Ardahan
Ardahan là một thành phố tỉnh lỵ (merkez ilçesi) của tỉnh Ardahan, Thổ Nhĩ Kỳ. Thành phố có diện tích 1191 km² và dân số thời điểm năm 2007 là 40828 người, mật độ 34 người/km².

## Khí hậu
| Dữ liệu khí hậu của Ardahan                  | Dữ liệu khí hậu của Ardahan | Dữ liệu khí hậu của Ardahan | Dữ liệu khí hậu của Ardahan | Dữ liệu khí hậu của Ardahan | Dữ liệu khí hậu của Ardahan | Dữ liệu khí hậu của Ardahan | Dữ liệu khí hậu của Ardahan | Dữ liệu khí hậu của Ardahan | Dữ liệu khí hậu của Ardahan | Dữ liệu khí hậu của Ardahan | Dữ liệu khí hậu của Ardahan | Dữ liệu khí hậu của Ardahan | Dữ liệu khí hậu của Ardahan |
| Tháng                                        | 1                           | 2                           | 3                           | 4                           | 5                           | 6                           | 7                           | 8                           | 9                           | 10                          | 11                          | 12                          | Năm                         |
| -------------------------------------------- | --------------------------- | --------------------------- | --------------------------- | --------------------------- | --------------------------- | --------------------------- | --------------------------- | --------------------------- | --------------------------- | --------------------------- | --------------------------- | --------------------------- | --------------------------- |
| Cao kỉ lục °C (°F)                           | 11.0 (51.8)                 | 11.0 (51.8)                 | 18.4 (65.1)                 | 25.0 (77.0)                 | 26.6 (79.9)                 | 29.1 (84.4)                 | 34.3 (93.7)                 | 35.0 (95.0)                 | 31.3 (88.3)                 | 26.0 (78.8)                 | 18.7 (65.7)                 | 14.3 (57.7)                 | 35.0 (95.0)                 |
| Trung bình ngày tối đa °C (°F)               | −4.4 (24.1)                 | −2.7 (27.1)                 | 3.6 (38.5)                  | 11.1 (52.0)                 | 16.4 (61.5)                 | 20.8 (69.4)                 | 24.3 (75.7)                 | 25.2 (77.4)                 | 21.2 (70.2)                 | 15.2 (59.4)                 | 6.7 (44.1)                  | −1.5 (29.3)                 | 11.3 (52.3)                 |
| Trung bình ngày °C (°F)                      | −10.3 (13.5)                | −9.1 (15.6)                 | −2.3 (27.9)                 | 4.7 (40.5)                  | 9.6 (49.3)                  | 13.3 (55.9)                 | 16.4 (61.5)                 | 16.7 (62.1)                 | 12.5 (54.5)                 | 7.2 (45.0)                  | −0.1 (31.8)                 | −7.3 (18.9)                 | 4.3 (39.7)                  |
| Tối thiểu trung bình ngày °C (°F)            | −15.5 (4.1)                 | −14.6 (5.7)                 | −7.5 (18.5)                 | −0.8 (30.6)                 | 3.6 (38.5)                  | 6.5 (43.7)                  | 9.4 (48.9)                  | 9.3 (48.7)                  | 4.9 (40.8)                  | 0.7 (33.3)                  | −5.4 (22.3)                 | −12.1 (10.2)                | −1.8 (28.8)                 |
| Thấp kỉ lục °C (°F)                          | −39.8 (−39.6)               | −38.7 (−37.7)               | −33.2 (−27.8)               | −19.0 (−2.2)                | −8.5 (16.7)                 | −4.5 (23.9)                 | −2.2 (28.0)                 | −2.8 (27.0)                 | −5.8 (21.6)                 | −15.0 (5.0)                 | −28.9 (−20.0)               | −36.3 (−33.3)               | −39.8 (−39.6)               |
| Lượng Giáng thủy trung bình mm (inches)      | 24.0 (0.94)                 | 21.7 (0.85)                 | 37.0 (1.46)                 | 54.2 (2.13)                 | 85.2 (3.35)                 | 101.7 (4.00)                | 77.2 (3.04)                 | 64.8 (2.55)                 | 38.9 (1.53)                 | 41.1 (1.62)                 | 29.9 (1.18)                 | 24.7 (0.97)                 | 600.4 (23.64)               |
| Số ngày giáng thủy trung bình                | 7.80                        | 7.97                        | 10.33                       | 14.23                       | 17.97                       | 15.50                       | 12.97                       | 12.00                       | 9.47                        | 10.87                       | 7.93                        | 8.03                        | 135.1                       |
| Số giờ nắng trung bình tháng                 | 80.6                        | 104.5                       | 155.0                       | 153.0                       | 195.3                       | 234.0                       | 257.3                       | 251.1                       | 213.0                       | 164.3                       | 111.0                       | 77.5                        | 1.996,6                     |
| Số giờ nắng trung bình ngày                  | 2.6                         | 3.7                         | 5.0                         | 5.1                         | 6.3                         | 7.8                         | 8.3                         | 8.1                         | 7.1                         | 5.3                         | 3.7                         | 2.5                         | 5.5                         |
| Nguồn: Cơ quan Khí tượng Nhà nước Thổ Nhĩ Kỳ |                             |                             |                             |                             |                             |                             |                             |                             |                             |                             |                             |                             |                             |